# Back by Dope Demand
Back by Dope Demand is een nummer van de Nederlandse formatie King Bee uit 1990. Het is de eerste single van hun debuutalbum Royal Jelly.
Het nummer bevat samples uit Wiggle-waggle van Herbie Hancock, Going the Distance van de Tuff Crew, en Funky Drummer van James Brown. Het nummer is direct gebaseerd op het nummer "My Part of Town" van de band Tuff Crew, uitgebracht in 1988.
De single werd een hit in het Nederlandse taalgebied, en was een van de eerste hiphop-hits van Nederlandse bodem. 
In Nederland werd de plaat veel gedraaid op Radio 3 en werd een radiohit. De single bereikte de 4e positie in de  Nederlandse Top 40 en de 6e positie in de Nationale Top 100.
In België bereikte de single de 30e positie in de Vlaamse Ultratop 50. In de Vlaamse Radio 2 Top 30 werd géén notering behaald.